# Ribla
Ribla (arab. ربلة) – miasto w Syrii, w muhafazie Hims. W 2004 roku liczyło 5328 mieszkańców, przeważnie katolików.